# Shouei System
Shouei System (松栄システム) était une société japonaise de jeu vidéo,.
Elle est connue pour avoir développé entre autres des jeux de la série Hokuto no Ken (Ken le Survivant),.

## Productions
- Série Hokuto no Ken:
- Hokuto no Ken 5: Tenma Ryuuseiden Ai Zesshou (1992)

autres titres
- Puss 'n Boots
- Baltron